# Noiembrie 2021
Acest articol este generat integral pe baza informațiilor din articolul 2021 și este actualizat periodic de un robot.
 Editările făcute în articol vor fi șterse la următoarea actualizare! Dacă doriți să faceți modificări, editați articolul-sursă.

ianuarie -
februarie -
martie -
aprilie -
mai -
iunie -
iulie -
august -
septembrie -
octombrie -
noiembrie -
decembrie
Noiembrie 2021 a fost a unsprezecea lună a anului și a început într-o zi de luni.

## Evenimente

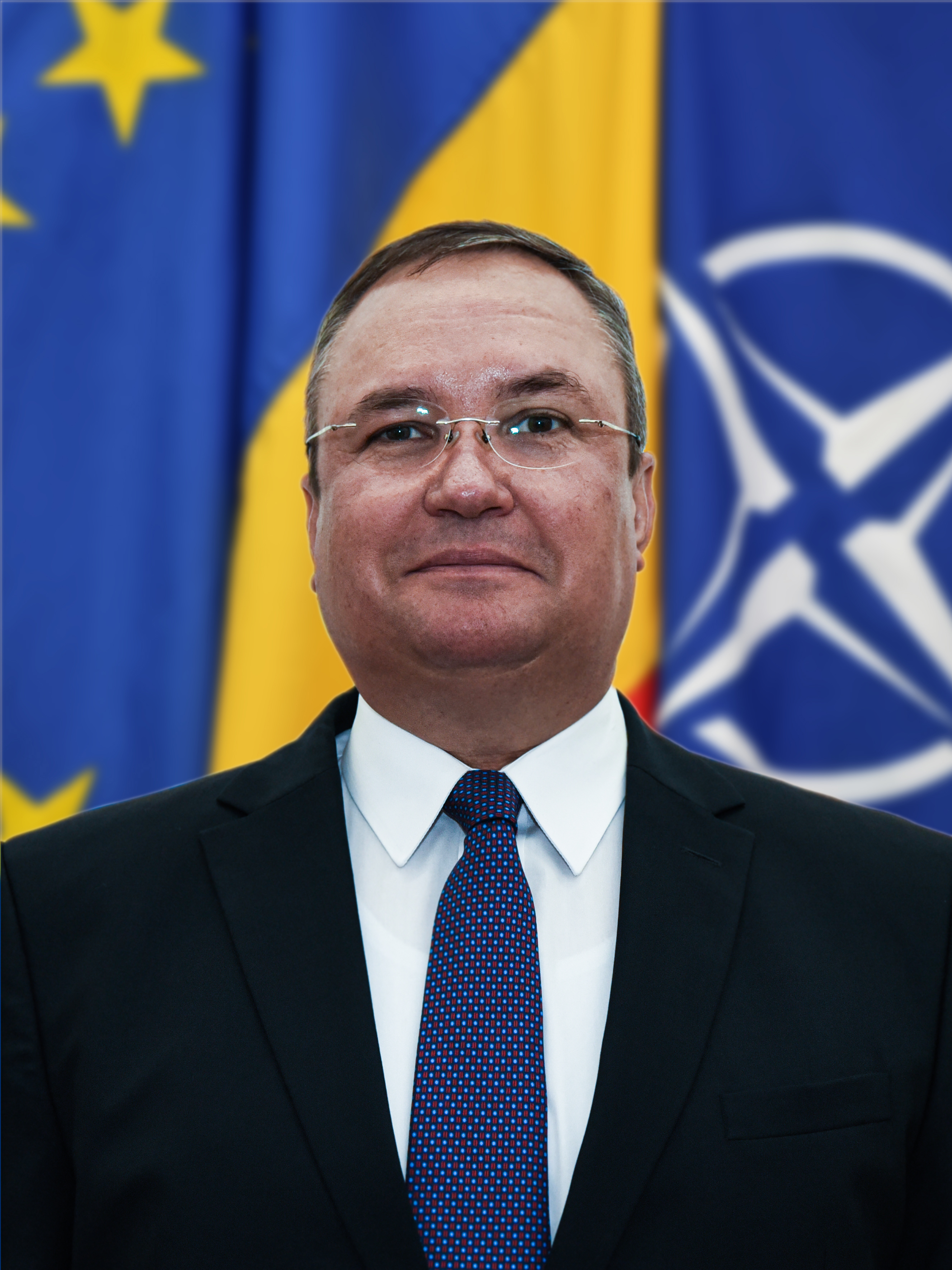
Criza politică din România: Președintele Iohannis îl desemnează din nou pe Nicolae Ciucă pentru funcția de premier, de această dată pentru a conduce un guvern PNL-PSD-UDMR.

- 1 noiembrie: Criza politică din România: Premierul desemnat Nicolae Ciucă și-a depus oficial mandatul de premier desemnat, după o ședință a conducerii PNL, liberalii nereușind să obțină sprijinul parlamentarilor pentru un guvern minoritar. Florin Cîțu anunță că s-a hotărât în Biroul Executiv flexibilizarea mandatului, astfel încât liberalii să înceapă negocieri „cu toate forțele democratice din Parlament” pentru formarea unei majorități.[1]
- 1 noiembrie: Pandemia de COVID-19: numărul global de decese înregistrate din cauza COVID-19 depășește 5 milioane.[2]
- 5 noiembrie: România a depășit 50.000 de decese cauzate de virusul SARS-CoV-2 de la începutul pandemiei.[3]
- 13 noiembrie: Un incendiu izbucnit într-un salon al Secției de Boli Infecțioase a Spitalului Județean Ploiești s-a soldat cu două victime.[4]
- 14 noiembrie: Alegeri parlamentare în Bulgaria.
- 15 noiembrie: Rusia distruge satelitul Kosmos 1408 în timpul testării unei arme anti-satelit. Americanii au acuzat Rusia că testul a creat un nor de fragmente pe orbita joasă a Pământului ce a pus în pericol Stația Spațială Internațională și, va reprezenta un risc pentru activitățile spațiale în următorii ani.[5]
- 19 noiembrie: Are loc cea mai lungă eclipsă parțială de Lună din anul 1440, vizibilă din America de Nord, o mare parte din America de Sud și parte a Asiei de Nord-Est. Eclipsa a durat 3 ore, 28 de minute și 23 de secunde, fiind a doua ca durată după eclipsa parțială din 18 februarie 1440, când a durat cu 23 de secunde mai mult. NASA anunță că abia la 8 februarie 2669 se va putea asista la o eclipsă parțială de Lună, cu o durată mai mare (3 ore și 30 de minute).[6]
- 22 noiembrie: Criza politică din România: Președintele Klaus Iohannis l-a desemnat din nou pe generalul Nicolae Ciucă pentru funcția de premier, de această dată pentru a conduce un guvern PNL-PSD-UDMR.[7]
- 22 noiembrie: În studiului „Indicele de Progres Social 2021” privind calitatea vieții și bunăstarea socială, realizat de organizația nonprofit Social Progress Imperative, România urcă o poziție, până pe locul 44 din 168 de țări, în clasamentul mondial privind calitatea vieții și bunăstarea socială. Totuși, se situează pe ultimul loc între statele membre ale Uniunii Europene, după Ungaria și Bulgaria.[8]
- 23 noiembrie: Cel puțin 46 de persoane au murit când un autobuz care transporta turiști din Macedonia de Nord ce se întorceau de la Istanbul s-a prăbușit și a luat foc în apropiere de Bosnek, Bulgaria.[9]
- 24 noiembrie: La câteva ore după ce Magdalena Andersson a fost aleasă prima femeie prim-ministru al Suediei, aceasta a demisionat, după ce propunerea de buget a partidului ei a fost respinsă.[10]
- 25 noiembrie: Criza politică din România: Parlamentul României votează guvernul PNL-PSD-UDMR, condus de Nicolae Ciucă cu 318 voturi „pentru” și 126 „împotrivă”.[11]
- 30 noiembrie: Insula Barbados a devenit oficial republică, înlăturând-o pe regina Elisabeta II de la conducere. Astfel Sandra Mason devine primul președinte al acestei țări.

## Decese
- 1 noiembrie: Prințesa Marie Alix de Schaumburg-Lippe, 98 ani, nobilă germană (n. 1923)
- 1 noiembrie: Valentina Rusu-Ciobanu, 101 ani, pictoriță din Republica Moldova (n. 1920)
- 2 noiembrie: Sabah Fakhri, 88 ani, cântăreț sirian (n. 1933)
- 2 noiembrie: Patricija Šulin, 55 ani, politiciană slovenă, membră al Parlamentului European (2014–2019), (n. 1965)
- 4 noiembrie: Károly Király, 91 ani, politician român de etnie maghiară (n. 1930)
- 4 noiembrie: Vitali Malahov, 67 ani, regizor ucrainean de teatru (n. 1954)
- 5 noiembrie: Ion Agrigoroaiei, 84 ani, istoric, profesor universitar român (n. 1936)
- 5 noiembrie: Marília Mendonça, 26 ani, cântăreață, compozitoare și instrumentistă braziliană (n. 1995)
- 6 noiembrie: Doru Dumitru Palade, 84 ani, deputat român (2000-2004), (n. 1937)
- 6 noiembrie: Petrică Mâțu Stoian, 61 ani, interpret român de muzică populară (n. 1960)
- 7 noiembrie: Dean Stockwell (Robert Dean Stockwell), 85 ani, actor american de teatru și film (Catifeaua albastră, Dune), (n. 1936)
- 10 noiembrie: Iraida Iacovleva, 97 ani,  specialistă în anatomie patologică și oncologie din Rusia stabilită în Republica Moldova (n. 1924)
- 11 noiembrie: F. W. de Klerk (Frederik Willem de Klerk), 85 ani, politician sud-african, Președinte al Africii de Sud (1989–1994), laureat al Premiului Nobel pentru pace (1993), (n. 1936)
- 12 noiembrie: Bob Bondurant (Robert Bondurant), 88 ani, pilot american de Formula 1 (n. 1933)
- 12 noiembrie: Evgheni Ceazov, 92 ani, medic și politician rus, laureat al Premiului Nobel pentru pace (1985), (n. 1929)
- 12 noiembrie: Jörn Svensson, 85 ani, politician suedez, membru al Parlamentului European (1995–1999), (n. 1936)
- 13 noiembrie: Dragoș Petre Dumitriu, 57 ani, politician român, membru al Parlamentului României (2004–2008), (n. 1964)
- 13 noiembrie: Lidia Lupu, 68 ani, politiciană și economistă din Republica Moldova, deputată (2014–2019), (n. 1953)
- 13 noiembrie: Wilbur Smith, 88 ani, scriitor sud-african contemporan, de limbă engleză (n. 1933)
- 14 noiembrie: Etel Adnan, 96 ani, poetă, eseistă și artistă vizuală libanezo-americană (n. 1925)
- 15 noiembrie: Dorli Blaga (Ana-Dorica Blaga), 91 ani, intelectuală, fiica filosofului, poetului și dramaturgului român Lucian Blaga și a Corneliei Brediceanu (n. 1930)
- 17 noiembrie: Young Dolph (n. Adolph Robert Thornton, Jr.), 36 ani, rapper american (n. 1985)
- 18 noiembrie: Ioan M. Bota, 101 ani, preot greco-catolic român (n. 1920)
- 18 noiembrie: Benone Sinulescu, 84 ani, interpret român de muzică populară (n. 1937)
- 18 noiembrie: Oswald Wiener, 86 ani,  profesor universitar, lingvist și scriitor de literatură științifico-fantastică austriac (n. 1935)
- 19 noiembrie: Ion Marcu, 72 ani, politician român, senator (1992-2004), (n. 1949)
- 19 noiembrie: Guillermo Morón, 95 ani, istoric venezuelean, membru de onoare al Academiei Române (n. 1926)
- 19 noiembrie: György Schöpflin, 81 ani, om politic maghiar, membru al Parlamentului European (2004–2009), (n. 1939)
- 20 noiembrie: Claudiu Iordache, 79 ani, om politic român, membru fondator al Frontului Democratic Român, deputat (1990-1992), (n. 1942)
- 21 noiembrie: Yotam Reuveni, 71 ani, scriitor, poet, traducător, publicist și editor israelian (n. 1949)
- 22 noiembrie: Noah Gordon, 95 ani, scriitor american (n. 1926)
- 23 noiembrie: Chun Doo-hwan, 90 ani, om politic sud-coreean, președinte al Republicii Coreea (1980–1988), dictator (n. 1931)
- 25 noiembrie: Anton Mițaru, 76 ani,  deputat român în legislatura 2000-2004 (n. 1945)
- 26 noiembrie: Michael Fisher, 90 ani, fizician, chimist și matematician englez (n. 1931)
- 26 noiembrie: Heinrich Pfeiffer, 82 ani, filosof, istoric și pedagog german (n. 1939)
- 27 noiembrie: Apetor (Tor Eckhoff), 57 ani, youtuber norvegian (n. 1964)
- 27 noiembrie: Almudena Grandes, 61 ani, scriitoare spaniolă (n. 1960)
- 27 noiembrie: Florin Oprițescu, 42 ani, actor român de etnie spaniolă (n. 1979)
- 28 noiembrie: Andrej Hoteev, 74 ani, pianist rus (n. 1946)
- 28 noiembrie: Andrei Andreevici Romanov, 98 ani, artist și autor american de etnie rusă, strănepotul penultimului împărat al Rusiei, Alexandru al III-lea (n. 1923)
- 28 noiembrie: Frank Williams (Francis Owen Garbatt Williams), 79 ani, proprietarul echipei de Formula 1 Williams (n. 1942)
- 30 noiembrie: Marie-Claire Blais, 82 ani, scriitoare canadiană (n. 1939)